# Sadamichi Hirasawa

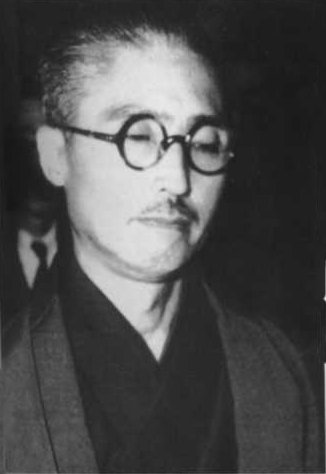
Sadamichi Hirasawa

Sadamichi Hirasawa (平沢貞通, Hirasawa Sadamichi), (18 februari 1892 – 10 mei 1987) was een Japanner die in 1948 veroordeeld werd voor de moord op 12 bankmedewerkers van de Japanse Keizerlijke Bank in Tokio.
Vlak voor de bank op 26 januari 1948 sloot, kwam een man die zich voorstelde als Jiro Yamaguchi binnen. Hij beweerde van de gemeentelijke ontsmettingsdienst te zijn, die alle aanwezigen moest behandelen wegens een uitbraak van dysenterie. Iedere werknemer kreeg een pil, waarvan onderzoek naderhand uitwees dat deze cyaankali bevatte. Tien werknemers stierven ter plekke, twee in het ziekenhuis en vier overleefden de moordpoging. Hirasawa stal ondertussen 180.000 yen. Omdat Yamaguchi een veel voorkomende naam is in Japan, moest de politie alternatieve opsporingswijzen gebruiken. Uiteindelijk meldde Shigeru Matsui zich, die het mogelijk achtte dat hij (volgens Japanse traditie) meishi (visitekaartjes) had uitgewisseld met de moordenaar. Tussen Matsui's kaartjes vond men er een van Sadamichi Hirasawa, die door overlevenden van de moordaanslag geïdentificeerd werd als Yamaguchi. In december 1948 werd Hirasawa berecht, en veroordeeld tot de doodstraf. Hirasawa's advocaten lieten dit vonnis nietig verklaren op basis van een Japanse wet, die stelt dat niemand mee mag werken aan zijn eigen dood. Japanse terdoodveroordeelden werden in 1948 nog opgehangen aan de galg, een instrument dat de dood tot gevolg had door het gewicht van de gehangene. De doodstraf werd daarop omgezet in levenslange gevangenisstraf, die Hirasawa uitzat, tot hij in 1987 op 95-jarige leeftijd overleed.

## Twijfel aan daderschap
De veroordeling was vanaf het begin controversieel. Hirasawa beweerde dat zijn bekentenis door marteling zou zijn verkregen; van de veertig ooggetuigen (er waren eerdere pogingen bij andere banken geweest) wezen er slechts twee Hirasawa aan als de dader en de symptomen van de doodsstrijd van de slachtoffers duidde eerder op het gebruik van acetoncyanohydrine dan van cyaankali. Acetoncyanohydrine was een militair product en in tegenstelling tot cyaankali niet te verkrijgen door burgers.

## Naslagwerken
- J.H.H. Gaute en Robin Odell, Beruchte Moordzaken, 1996, Harrap Books, Londen
- Tetsuro Morikawa, The Truth About the Teigin Incident, 1977, Tokyo
- Frank Smyth en Myles Ludwig, The Detectives, 1978, Londen